# A csóró
A csóró (Accattone) 1961-ben készült fekete-fehér, olasz filmdráma. Az író-költő Pier Paolo Pasolini saját forgatókönyvéből rendezte első filmjét, mely nehéz körülmények között született meg. Federico Fellini filmgyártó cége, a Federiz néhány forgatási nap után megvonta a támogatást A csórótól, melyet 4 hónap szünet után, egy új producer színrelépésével sikerült megvalósítani. A forgatási munkálatok 1961 áprilisától júliusáig tartottak, főleg Róma külvárosaiban. Pasolini rendezőasszisztense a fiatal Bernardo Bertolucci volt, akinek ez volt az első filmes munkája. A következő évben Pasolini forgatókönyvéből megrendezte saját első filmjét, A kaszást (1962). 
A csóró nyers, naturalisztikus stílusa miatt zajos fogadtatásban részesült, nem csak Olaszországban: az 1962-es Karlovy Vary-i Filmfesztiválon például füttykoncert fogadta a filmet, ami ennek ellenére I. díjat kapott. Morrissey 2006-ban megjelent Ringleader of the Tormentors című albumának egyik szerzeménye, a You Have Killed Me első versszaka utalást tartalmaz A csóróra: „Pasolini is me, Accattone you’ll be…”

## A cselekmény
|  | Alább a cselekmény részletei következnek! |

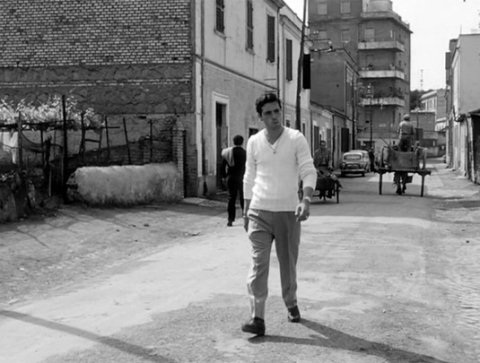
A csóró az utcán (Franco Citti)

A Csóró és léhűtő haverjai egy kis étkezde előtti asztal mellett üldögélve élcelődnek a Csóró fivérén, Sabinón, aki éppen dolgozni megy, miközben ők szabadok, egész nap azt csinálnak, amit akarnak. Szóba kerül egyik társuk, Barbarone, aki állítólag fogadásból a közeli hídról a Teverébe ugrott, és meghalt. Egyikőjük szerint azért, mert telezabálta magát, és leállt a szervezete. Csóró fogad a többiekkel, hogy vele ez nem történhet meg. Telezabálja magát, majd az összesereglett bámészkodók előtt a híd pereméről valóban a vízbe veti magát. Semmi baja nem esik, rövidesen már együtt kártyázik a haverokkal. Az egyik cimbora üzenetet hoz neki, hogy menjen haza, mert élettársa, Maddalena állítólag eltörte a lábát. A Csóró szegényes otthonában meglehetősen nyersen beszél a nővel, hiszen valójában a prostituáltként dolgozó Maddalena keresetéből él, ám abból nem lesz pénz, ha a nő beteg lábbal heverészik az ágyon. A szócsatának Salvatore megjelenése vet véget, aki látogatóba jött Nanninához. A halk szavú nő a porontyaival a Csóró házában él: párja, Cicco Salvatore egyik komája. Salvatore iszogatni hívja a Csórót, és velük tartanak Salvatore barátai is. A kocsmában Csóró sajnáltatja magát új ivócimboráival, még sírva is fakad, ám a körülöttük ülők kigúnyolják, hogy csak színészkedik. Hazatérés után a férfi ráparancsol Maddalenára, hogy menjen dolgozni. Azt mondja a nőnek, hogy miatta él így, ha Maddalena nem lenne, már rég munkába állt volna, vagy legalább lopni járna. A nyomaték kedvéért megjegyzi, hogy eltöri a nő másik lábát is, ha nem indul a placcra árulni magát. A többi prostituált persze gúnyolódik Maddalenán, hogy ennyire ostoba, még betegen is dolgozni jár a mihaszna stricije kedvéért. Rövidesen megjelenik Salvatore, aki most is magával hozta a barátait. Felcsípik Maddalenát, és elviszik egy távoli, elhagyatott helyre. A nőnek nem tetszik a környék, el akarna menni, Salvatore azonban nem engedi. Az egyik fiú félreviszi Maddalenát, hogy közösüljön vele. Ezalatt a többiek átkutatják a nő táskáját, de semmi érdekeset nem találnak nála. Kegyetlenül összeverik, utána otthagyják, és elhajtanak a kocsijukkal.
Másnap a haverok a Csórót gúnyolják, hogy eltűnt a nője, nincs, aki eltartsa őt a továbbiakban. Megjelennek a rendőrök, és beviszik a Csórót az őrszobára, ahol órákon át várakoztatják. A férfi dühöng, rátámad az egyik rendőrre, alig bírják lefogni. Ezalatt Maddalena – aki szintén a rendőrségen van – azonosításon vesz részt: hármasával vonultatják fel előtte a lehetséges gyanúsítottakat, mígnem a nő azonosít kettőt. A megvádoltak fel vannak háborodva, fenyegetőznek és azt mondják, szerintük Maddalenának a diliházban lenne a helye. Oda ugyan nem kerül, de végül hamis tanúzásért egy évre ítélik, a két gyanúsítottat pedig szabadon engedik. Csóró kezd a korábbinál is mélyebbre süllyedni. Előbb csak az aranygyűrűjét adja el, hogy pénzhez jusson, de az egyik cimborája megjósolja, hogy rövidesen minden értékét pénzzé fogja tenni. Ez be is következik. A Csóró meglátogatja a kisfiát, akit a tőle külön élő felesége nevel. Apósa mérges lesz, mikor meglátja a vejét, és elzavarja őt. A Csóró elmegy a felesége munkahelyére, ahol az asszonyok minimális pénzért naphosszat a koszos üvegeket mossák. Itt találkozik egy fiatal lánnyal, Stellával. A Csórót meglepi a lány egyszerűsége, naivsága és jósága. Stellának is tetszik a férfi, aki még azt is megmondja, hogy Vittorio a keresztneve, de jobb szereti, ha Csórónak hívják, mert Vittorióból rengeteg van. A munka végeztével a Csóró a felesége után indul, ám az asszony eleinte figyelemre se méltatja, el akarja küldeni. A feleség átlát a szitán, és kereken kimondja, hogy nincsen pénze, és arra sem hajlandó, hogy ezentúl ő tartsa el a semmirekellő férjét. A Csóró persze méltatlankodik, hogy minek nézi őt az asszony. Fogadkozik, hogy megváltozik, új életet kezd, munkát keres. Hazaérnek. A feleség rögtön segítségül hívja az apját és a fivérét, akik sértő szavak kíséretében zavarják el a Csórót. A férfi a sógorára támad. A verekedőket alig bírják szétválasztani a többiek.

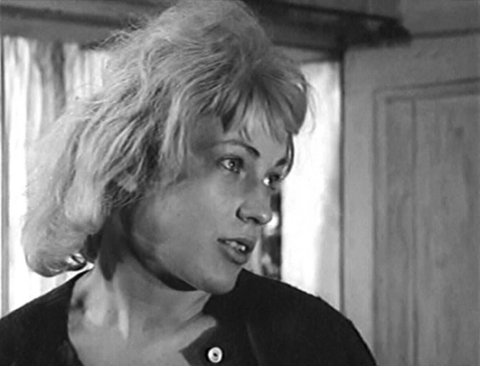
Stella (Franca Pasut)

A Csórót egyik haverja azzal gúnyolja, hogy a pletykák szerint már két napja nem evett. Rövidesen feltűnik a többi cimbora is. Egyikőjüknek sikerül valahogy élelmet szereznie, ám a tésztát meg kéne főzni. A társaság elmegy egy hozzájuk hasonlóan nincstelen komához, akinek szintén nincs mit ennie a családjával, tehát a főzőlap is szabad. Mialatt fő a tészta, a haverok nevetgélve idézik fel, régen hogyan szereztek élelmet: egyszer például ellopták egy vak ember pénzét, hogy abból vásároljanak ennivalót. A Csóró félrehívja a házigazdát a szomszéd szobába, és azt tanácsolja neki, hogy szabaduljanak meg a többiektől, hiszen sokan vannak egy adag tésztára. Az a javaslata, hogy a házigazda kezdje sértegetni őket, mire ők majd szépen elmennek. A Csóró persze rövidesen visszajön, és együtt befalhatják a tésztát. A terv beválik, a megsértett cimborák önérzetesen és éhesen elmennek, otthagyják a főtt tésztát. A Csóró valamilyen ürüggyel lerázza a cimborákat, és visszaindulna tésztát enni. Félúton találkozik Stellával. A lány a zálogházba készül, hogy kiváltsa apja medálját. A Csóró egyik haverja kocsival elviszi őket. Stella meglátja az út mentén strichelő lányokat, és meg akarja nézni őket. Az egyik lány, Amore odasétál a kocsihoz, és beszélgetésbe elegyedik a két férfival. Megdorgálja őket, hogy milyen szegényesen öltöztették fel a lányt, de a férfiak azt mondják, Stella nem az, akinek Amore gondolja. A lány később elmondja, hogy csak az az egy ruhája és cipője van, amit éppen visel, mert minden keresetét hazaadja. A sofőr ruhát, a Csóró cipőt ígér másnapra Stellának. A Csóró már csak egyféle módon tud pénzt szerezni: újra meglátogatja a szabadban egyedül játszadozó kisfiát, és lelopja a nyakáról a láncot, hogy az árából cipőt vegyen új barátnőjének.
Stella másnap boldogan fogadja az ajándékokat. Azt is bevallja a Csórónak, hogy nem véletlenül akarta előző nap megnézni az örömlányokat. Ugyanis az anyja szintén prostituált volt, hogy el tudja őt tartani. Megérti az anyját, de gyűlöli is ezért. A Csóró szerint viszont az anya cselekedete a szeretet jele, hiszen ha valaki ezt is megteszi a másikért, akkor valóban szereti őt. Stella elárulja még, hogy sose volt dolga férfival. Este együtt elmennek a cimborákkal iszogatni egy kicsit. Az egyik pincér félrehívja a Csórót, és azt mondja neki, hogy a közelben üldögélő két úrnak megtetszett Stella, éppen azért, mert nem néz ki utcalánynak, szóval ha a Csóró is beleegyezik, nyélbe lehetne ütni a dolgot. A Csóró el is engedi táncolni a lányt, miután a szolid teremtést a szóban forgó férfiak egyike felkéri. Belülről azonban mardossa a féltékenység, és részegen bolondot csinál magából a társaság előtt. Másnap szemrehányást tesz Stellának könnyűvérű viselkedése miatt, és megjegyzi, hogy persze mi mást várhatott volna az ember egy utcanő lányától. Stella nem ostoba, tudja, mit akar tőle valójában a Csóró. Este már ő is ott van a placcon, és árulja magát, de meglehetősen félénken. Ez a félénkség kelti fel Amore egyik régi kliense, a sekrestyés figyelmét, és felveszi kocsijába az új lányt. Később azonban kiteszi az út szélén, mert Stella megriad attól, amit új szakmája szerint tennie kéne. Közben a rendőrség razziát tart, begyűjtik a lányokat, Amorét is elviszik. A prostituált a börtönben egy cellába kerül Maddalenával, akinek rögvest elmeséli, hogy mi a helyzet odakint, hogy a Csóró új lányt talált Maddalena helyett. A hiúságában megsértett és féltékeny teremtés másnap már fel is jelenti volt élettársát lánykereskedelemért, de hiába: ilyen ügyben csakis a sértett fél élhet panasszal, vagyis Stella.
Stella beköltözik a Csóró szegényes viskójába. A férfi nem engedi el őt újra a prostituáltak közé, hanem inkább rászánja magát arra, hogy dolgozni kezdjen. Öccse szerez neki munkát, ám a sok cipekedés kifárasztja a Csórót. Munkaidő után, hazafelé menet immár ő az, aki egykori haverjai gúnyolódásának céltáblája lesz, mert dolgozik. Verekedés tör ki, a Csórót alaposan helybenhagyják. Otthon Stella látja, hogy a munka nem az élettársának való, és felajánlja, hogy visszamegy az utcára, ám a Csóró nem egyezik bele a javaslatba. Éjszaka a férfi megálmodja saját temetését. Látja a gyászolókat is. A temetőben arra kéri a sírásót, hogy ne az árnyékban ásson neki sírt, hanem kicsit odébb, hogy végső nyughelyére mindig süssön a nap. Másnap a Csóró nem megy dolgozni, hanem felkeresi egyik cimboráját, a tolvajlásból élő Balillát. Vele és egy suhanccal tart, hogy közösen elemeljenek valamit. Órákon át sétálnak a tűző melegben, de nem akad eléjük megfelelő préda. Végül egy teherautóról sikerül némi húsárut lopniuk. Alig mennek azonban néhány métert, a rendőrség megállítja őket. A Csóró menekülni próbál, ellop egy motort, ám balesetet szenved, és meghal.

## PasoliniA csóróról
„Accattone válsága teljes mértékben individuális válság, melybe zavaros és öntudatlan személyisége mellett hasonlóan zavaros és nem tudatosított szociális helyzete is taszítja… Csak annyit tehettem, hogy bemutattam anyagi és erkölcsi nyomorát, kegyetlen és felesleges iróniáját, züllött és megszállott sóvárgását, mindent megvető lustaságát, eszmények nélküli érzékenységét, s ami mindezzel párosult: atavisztikus, babonás, pogány katolicizmusát… Számára – ahogy sok-sok hozzá hasonló számára is – a megváltás még oly halvány és csalóka reményét kizárólag a halál jelentheti.”

## Háttér-információk

### Accattone
Az Accattone (csóró) szót elsősorban Rómában használták. Az accattare szóból származik, melynek jelentése: elvenni, megszerezni valamit nem tisztességes, sőt egyenesen törvénytelen úton. Olyan koldust neveztek Accattonénak, aki nem kéregetésből élt, hanem főleg apróbb lopásokból, kisstílű csalásokból tartotta fenn magát. Kifejezetten negatív jelentéstartalmú szó: az Accattonét még a bűnözők is alacsonyabbrendűnek tartották maguknál, hiszen a tolvajoktól, rablóktól és más alvilági alakoktól eltérően az Accattone (miként a vele egyenértékű stricik) nem vitte vásárra a bőrét, többnyire az általa futtatott prostituált jövedelméből élt, melyet haszontalanságokra szórt szét, mint például a kártyajáték. Az 1950-es, 1960-as években elterjedtnek számító szó a római köznyelvben azóta elavulttá vált.

### Pasolini és Fellini

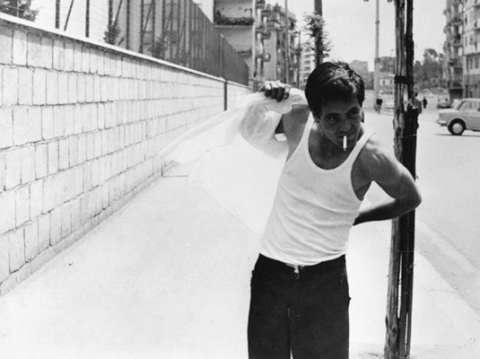
Munkát keresve (Franco Citti)

Fellini és Pasolini 1956 tavaszán ismerkedtek meg egymással a Cabiria éjszakái (1957) című film forgatása kapcsán. Pasolini akkoriban mint író már ismertnek, sőt hírhedtnek számított, épp akkoriban mentették fel a közszeméremsértés vádja alól a Ragazzi di vita című regénye miatt. Az olasz külvárosok nagy ismerője volt, hiszen onnan merítette regényei, versei témáját. Külvárosi barangolásai során ismerkedett meg a nehéz életű Citti fivérekkel: Sergio és Franco a legjobb barátai lettek, de a művész barátságot ápolt a Citti család többi tagjával is. Fellini a Cabiria éjszakái érdekében maga is tanulmányozni szerette volna a külvárosok világát, hiszen filmjének hősnője is ott élt. A két művész közös felfedezőutakat tett Róma délnyugati külvárosaiban (Guidonia, Tiburtino Terzo, Pietralata, Idroscalo) Fellini fekete Chevroletjén vagy Pasolini Fiat Seicentóján. Ez utóbbit Pier Paolo Fellini közbenjárására kapta a producerirodától, értékes közreműködése elismeréseként. Pasolini és Sergio Citti nagy szakértője volt a római argónak, és könnyen szót értettek a külvárosi, gyakran kétes alakokkal. Pasolini számára egyébként maga Fellini is kitűnő nyelvészeti tanulmány volt, hangjáról például  így írt: „A legkülönösebb fonémák, melyeket a rómaival keveredő romagnai dialektus valaha is produkált, kurjantások, felkiáltások, indulatszavak, kicsinyítő képzős formák…” Fellini boldog volt, hogy sikerült egy számára addig ismeretlen és izgalmas világot felfedeznie, Pasolinire pedig szinte úgy tekintett, mint egy testvérre. Fellini felesége, Giulietta Masina azonban nem igazán örült ennek az új barátságnak, hiszen férje rendszeresen hajnalban tért haza egy-egy ilyen felfedezőútról, ráadásul a homoszexuális Pasolinit sem tartotta a legmegfelelőbb társaságnak. Pier Paolo feladata az volt, hogy életszerűvé tegye a forgatókönyv párbeszédeit: a szakirodalom kifejezetten neki tulajdonítja az utcalányok veszekedésének, illetve a szakadéknál játszódó jelenetnek a megírását. A Cabiria éjszakái egyike lett Fellini legsikeresebb filmjeinek, Oscar-díjat is kapott, mindazonáltal Olaszországban támadások is érték, egyesek arról beszéltek, hogy a naturalista, profán film megszentségteleníti az Örök Várost. Az eltelt évtizedek alatt a támadások megszűntek, a Cabiria éjszakái a filmtörténet legbecsesebb értékei közé került. Pasolini és Fellini barátsága nem foszlott szét a film bemutatása után. Fellini Az édes élet (1960) előkészítésébe is bevonta a barátját, gyakran meghívta a szereplőválogatásokra, hogy kikérje a tanácsait, és persze az új film is alkalmat adott autós felfedezőutakra. Az édes élet óriási sikere lehetővé tette Fellini számára, hogy megpróbáljon valamelyest függetlenné válni a producerektől. Épp saját producere, Angelo Rizzoli javasolta, hogy hozzanak létre egy közös filmgyártó céget fele-fele részesedéssel. Az új vállalat természetesen a következő Fellini-filmek elkészítését tekintené fő feladatának, ugyanakkor azonban lehetőséget adna olyan filmtervek megvalósítására is, melyek a hagyományos produceri rendszerben nem születhetnének meg. A közös vállalkozás a Federiz nevet kapta, és annak lehetőségét jelentette, hogy új tehetségek és művészi ambíciókkal megáldott barátok megvalósíthassák dédelgetett filmötleteiket. Természetesen Pasolini is a Federiznél kívánta megrendezni első filmjét.

### A csóró, a Federiz és Alfredo Bini
Pasolinit egyáltalán nem aggasztotta, hogy semmilyen gyakorlati tapasztalata nem volt a filmkészítésben. Jean-Luc Godard példája lebegett a szeme előtt, aki ugyancsak mindenfajta filmes előképzettség nélkül robbant be a filmvilágba a Kifulladásig (1960) című alkotásával. A francia új hullám egyébként is nagy hatással volt Pasolinire, mert megerősítette abban a meggyőződésében, hogy a film sokkal alkalmasabb a valóság megragadására, mint az irodalom. Forgatókönyvíróként ugyan keresett szerzőnek számított, ám nem volt maradéktalanul elégedett az írásaiból készült filmekkel. A Mauro Bolognini által rendezett A bátrak éjszakája (A vagányok éjszakája címmel is ismert, 1959) és az Ez történt Rómában (Az ostoba nap címmel is ismert, 1960) című filmek főhőseit például barátjáról, Franco Cittiről mintázta, és szerette volna, ha ő is játszotta volna el a figurákat, a producer és a rendező azonban hallani sem akart a színészi képzettséggel nem rendelkező Cittiről. Pasolini számára tehát vonzó volt az a lehetőség, hogy saját elképzeléseit megvalósítva „szerzői film”-eket alkosson, ahol a forgatókönyvírástól a vágáson át a rendezésig mindenben az ő akarata érvényesül.

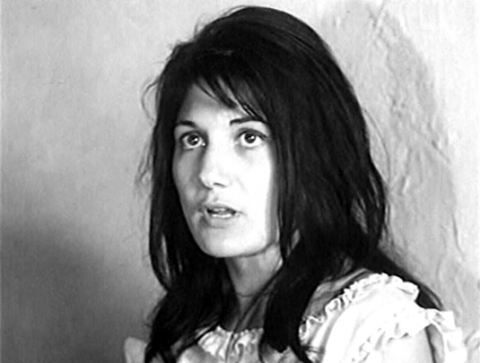
Maddalena (Silvana Corsini)

A csóró történetének egy részét Pasolini már 1944-ben megírta, mégis amikor a Federiz jóvoltából lehetősége nyílt a rendezésre, először A kaszásra gondolt. Végül azonban A csórót választotta. Tullio Kezich szerint amikor Pier Paolo korábban egy másik producernél készítette elő a filmet, még Franco Interlenghinek akarta adni a főszerepet, aki Moraldót játszotta Fellini A bikaborjak (1953) című alkotásában, sőt Bolognini is ráosztotta az eredetileg Citti számára írt szerepet A bátrak éjszakája filmjében. A Federiz viszont alkotói szabadságot is ígért, így Pasolini az eredetileg kiszemelt Franco Cittivel kezdhette meg a forgatást 1961 áprilisában. A filmgyártó cégnél egyáltalán nem voltak meggyőződve arról, hogy az elsőfilmes rendező alkalmas a maga választotta feladatra, ám úgy döntöttek, finanszíroznak néhány napnyi forgatást, hogy a tettek beszéljenek. A stáb két jelenetet vett fel, az egyiket a Fanfulla da Lodi utcában, a másikat az Angyalvár lábainál. A muszterek megtekintése megpecsételte a készülő film sorsát. A meghívott szakemberek csapnivalónak találták a felvételeket, amatőrnek, kontárnak, primitívnek minősítették. A cég egyik tulajdonosaként Fellinire hárult a hálátlan feladat, hogy Pasolinivel közölje A csóró leállításáról szóló döntést. Barátságukat megrendítette a kínos ügy. Nem lettek ugyan ellenségek, de útjaik végleg szétváltak. A sértett Pasolini az Il Giorno 1961. október 16-i számában adott hangot csalódottságának. Fellinit „hercegprímás”-nak gúnyolta, aki sehová se megy a sleppje nélkül, és a Federizt is csak a saját filmjei miatt hozta létre, valójában esze ágában sincs a másokéval foglalkozni.
Pasolini nem tévedett, Fellini valóban nem törődött túl sokat a Federizzel, olyannyira nem, hogy két másik ígéretes filmtervet is ugyanakkor ejtett a cég: az egyik Vittorio De Seta Orgosolói banditák (1961), a másik Ermanno Olmi Az állás (1961) című alkotása volt. Később mindhárom film – más producerek jóvoltából – nagy sikert aratott az 1961-es Velencei filmfesztiválon, ami a Federizen belül heves vitákra adott alkalmat. Sokféle magyarázat született arra, hogy Fellini miért vonta meg a támogatását A csórótól. Egyesek szerint bármennyire kedvelte és nagyrabecsülte Pasolinit, úgy vélte, a rendezésre nem alkalmas, mások szerint inkább szakmai féltékenységet érzett, hogy barátja az ő komoly riválisává válik ezen a pályán. Valószínűbb azonban, hogy Fellinit tényleg lefoglalták saját filmtervei, és nem ért rá se Pasolini, se mások készülő filmjeivel foglalkozni, tulajdonosi minőségében mindössze szakértő munkatársai véleményét tolmácsolta az elutasítással. Ivo Barnabò Micheli Pasolini emlékére készült Emlékezetül a jövőnek (1986) című dokumentumfilmjében ugyanis Mauro Bolognini, sőt a Federiz helyére lépett új producer, Alfredo Bini is azt állította, hogy az első felvételek tényleg csapnivalóak voltak.
Alfredo Bini mindazonáltal megadta a kívánt szabadságot Pasolininek, és nem szólt bele se a forgatókönyvbe, se a szereplőválasztásba, se a helyszínek kiválasztásába. Csupán Tonino Delli Colli operatőrhöz ragaszkodott, hogy legyen valaki Pasolini mellett, aki ismeri a filmkészítés gyakorlati oldalát is. Delli Colli visszaemlékezései szerint Pasolini 2-3 hét alatt elsajátította a szakma technikai fogásait, és következő filmjük, a Mamma Róma forgatására (1962) már konkrét elképzelésekkel érkezett a fényképezésre vonatkozóan, beleértve a nyersanyagot is. A rendező nemcsak elismerte Delli Colli szaktudását, hanem annyira jól tudott vele együtt dolgozni, hogy a későbbiekben is, amikor csak tehette, őt hívta forgatni. (Másik kedvenc operatőre Giuseppe Ruzzolini volt.) Alfredo Bini megértő és türelmes producernek bizonyult, s noha Pasolini szinte mindegyik filmje viharokat kavart, egészen az Oidipusz királyig megtalálták a hangot egymással. (A kései Pasolini-filmeknek Alberto Grimaldi lett a producere.)

### A színészi játék és a zene

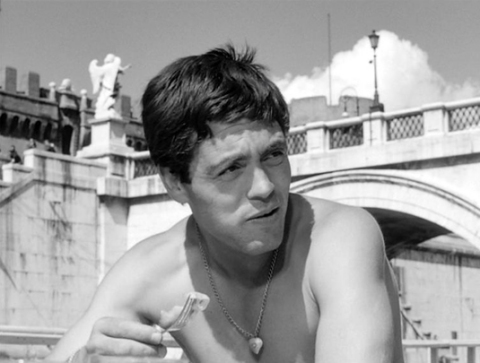
A csóró kérkedik (Franco Citti)

Pasolini színészvezetési módszereit a neorealista rendezőkével szokták párhuzamba állítani, noha céljaik merőben eltérőek voltak. A neorealisták azért foglalkoztattak amatőröket, hogy filmjeikbe életszerűséget vigyenek, ugyanakkor lényegében professzionális szerepjátszást vártak el tőlük. Pasolininek nem voltak ilyen igényei, számára épp az volt a fontos, hogy a szereplők a filmen is megőrizzék amatőr mivoltukat, hiszen nem szerepet kellett játszaniuk, hanem ők maguk testesítették meg a szerepet puszta létezésükkel. A hangsúly a szereplő és a szerep reakciói közötti egybeesésen volt. Pasolini számára nem az volt a lényeg, hogyan mondja a szövegét a szereplő, hanem az, hogy az amatőr színész saját, természetes, hiteles gesztusai miként teremtik meg a kapcsolatot valós énje és a szerep között, és e kapcsolat révén hogyan jut el a néző a mondanivaló, a jelentéstartalom magasabb szintjére. Pasolini filmjeiben a szereplők sosem voltak fontosabbak, mint a környezet, amelyben mozogtak, vagy a zene, amely aláfestette történetüket: a rendező a valóság egyik elemének tekintette őket, és ennek megfelelően ezeket az elemeket módosította és variálta. Amatőr szereplőinek némelyike visszatér egy-egy későbbi filmjében, természetesen ugyanazt a típust megtestesítve, mint korábban. Franco Citti például a Mamma Rómában lényegében ugyanolyan léhűtő stricit játszik, mint A csóróban, és csak fokozatosan szélesedett ki a szerepskálája, miután más rendezők is foglalkoztatni kezdték. A Maddalenát játszó Silvana Corsini szintén visszatér a Mamma Rómában: ott ő játssza Brunát, a címszereplő kamaszfiának könnyűvérű szerelmét. Piero Morgia is játszik egy kis szerepet a Mamma Rómában, és Cittihez hasonlóan később őt is meghívták más rendezők is egy-egy kicsiny szerepre. A Balilla szerepében látható Mario Cipriani lett Pasolini hírhedt rövidfilmje, A túró (1963) főszereplője, az örökké éhes statiszta. A halk szavú Nanninát játszó Adele Cambria kicsit később, a Teorémában (1968) tért vissza a Laura Betti által megformált Emília helyébe lépő cselédlány szerepében. Az Amorét alakító Adriana Asti ismert színésznő lett, nem mellesleg a rendezőasszisztensi feladatokat ellátó Bernardo Bertolucci (első) felesége. Pasolini színészvezetési módszereinek ismeretében kicsit talán furcsa, de utószinkronra is sor került: Franco Cittit Paolo Ferraro szinkronizálta, a feleségét játszó Paola Guidi pedig Monica Vitti hangján szólalt meg.

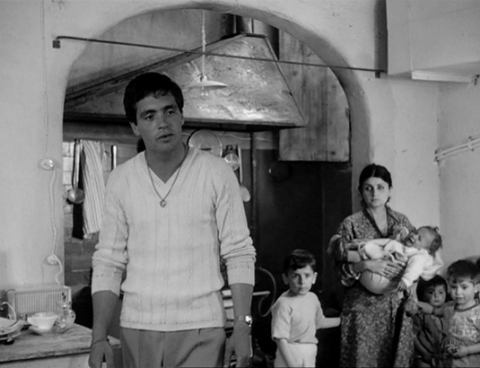
A csóró otthon (előtérben: Franco Citti, háttérben: Adele Cambria)

Pasolini A csóró kapcsán beszélt először arról, hogy nyomorúságban élő szereplőinek megalázottságában van valami „szent”, valami „vallásos”. A Bianco e Nero című olasz szaklapnak erről így nyilatkozott 1967-ben: „A csóróban egy olyan személy lealacsonyodását, emberi megaláztatását akartam bemutatni, aki a római szegénynegyedek sarában és porában él. Éreztem, tudtam, hogy ennek a lealacsonyodásnak a mélyén van valami, ami szent, ami a szó általános és tág jelentésében vallási, és ezért a »szent« jelzőt a zenével tettem hozzá a történethez. Azt állítottam tehát, hogy Csóró nyomorúsága valamilyen módon igenis szent, és Bach zenéjét arra használtam, hogy ezt a széles közönség is megértse.” Mondani sem kell, hogy a konzervatívabb filmkritikusok felháborítónak tartották Bach zenéjének ilyetén felhasználását. Érdemes megjegyezni, hogy két évvel később A túró című rövidfilm ugyancsak elsősorban a zenei motívumok felhasználása miatt kavart óriási botrányt, és lényegében emiatt ítélték a rendezőt 4 hónap felfüggesztett börtönbüntetésre, mondván, hogy kigúnyolta az államvallást. Az ügyész szerint ugyanis a vallási témájú alkotásban amikor a nincstelen, nyomorgó főhőst mutatja a rendező, akkor szakrális zene szól, mintha a szerencsétlen főszereplő lenne az igazi Krisztus, amikor viszont valóban a vallási ikonográfia szent alakjai láthatók a filmben, akkor profán zene hallható.

## Magyar kritikai visszhang
„Elkeserítően, néha dühítően sivár és nyomott film ez Az éhenkórász. De ne higgyük, hogy Pasolini ezt a polgári realisták szenvtelenségével adja [elő]. Pasolini a társadalmi összefüggések ismeretében ábrázolja hőseit. A legiszonytatóbb dantei bugyorba száll le, s szemrehányóan inti az olvasót: mit teszünk ezekért az emberekért? Hiszen ezt az accattonét senki sem tanította semmire, még a legprimitívebb eszmékre is nagy önkínzással kell rádöbbennie. Ezt a folyamatot ábrázolja a film. Mint említettük, új és nagy dolog, hogy egy író életművének csorbítatlan része ez a film: pontosan arról beszélt, most a film nyelvén, amiről korábban versben, prózában is szólott.”

(Nemeskürty István: A filmművészet nagykorúsága. Budapest, 1966, Gondolat Kiadó, 21. oldal)
„Pasolini nem hajlamos a nyomor romantizálására. Hősének nyomora nemcsak külső, sőt nem is elsősorban külső. Ezt mutatja két tény is. Egyik, hogy az életében felbukkanó tiszta nő nem hoz változást. Sőt azt is elzülleszti, megalázza, kifosztja. Másik, hogy családja is van, de annak meglátogatása csak alkalom egy újabb lopásra: gyengédség ürügyén ellopja gyereke nyakáról az ezüstláncot. Ebben a szélsőséges alakban is van azért emberi mag, emberi élet. Végül is feladja azt a tervét, hogy elzüllessze új partnerét. A maga asszonyának tekintve él vele. Ez és az éhség munkára kényszeríti, amely eleinte csak fáradságot jelent, később már a lopás örömét is elrontja, nyomot hagy benne, élménnyé válik. Azonban éppen ekkor, lopás utáni menekülés közben, elgázolja egy robogó, és meghal. Halálával egy értelmetlen élet ér véget. De munkaélménye és egy álma mást mutat. Halála előtt egy nappal megálmodja a saját halálát. Álmában hiába kéri, hogy a napon temessék el, árnyékba kerül a sírja. Ébredése azonban reményt kelt benne. Mint ahogy az élete is reményt kelt. Senki nem tanította élni. Környezete, léte kiszolgáltatottá, magára utalttá tette, s felemelő ideákat végképpen nem mutatott neki. Mégis talált magában annyi erőt, hogy bár későn, de megérezze az emberibb élet lehetőségét és megragadjon a vonzásában. Teljes átalakulásra képtelen lett volna.”

(Nemes Károly: Pier Paolo Pasolini. Budapest, évszám nélkül, Népművelési Propaganda Iroda, 16. oldal)

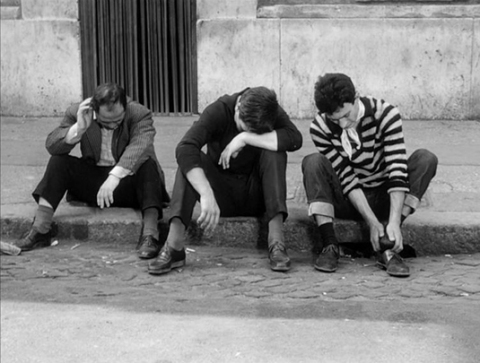
Tolvajok

„»Bárcsak lenne egy gépfegyverem. Kevesen maradnának itt életben« – mondja a Csóró címszereplője egy naiv munkáslánynak (akiből később prostituáltat faragna hősünk), de a konkrét társadalomkritikus düh ennyiben ki is merül ebben a költőien profán filmben. A szociológiai ihletésű munkákban a gazdag, iparosodott Észak-Olaszországot a maffiózókkal és paraszti gazdálkodással terhes, elmaradott Déllel szokás szembe állítani – Pasolini ennél egyszerűbb, mondhatni elegánsabb: ő a nagyvárosok tövében burjánzó szegénynegyedek lakóit állítja szembe önmagukkal. Na meg a nézővel. A Csóró és a Mamma Róma hősei […] a szépen hangzó »szubproletariátus« tagjai, vagyis – a btk, a ptk és a tízparancsolat szerint is – bűnözők: stricik, kurvák, tolvajok, naplopó kis senkik, akik számára nincs hely a nap alatt. Pasolini szerint azonban nagyon is ott a helyük, sőt bizonyos szempontból csak ők érdemlik ki (kapott is eleget e filmek után jobbról-balról egyaránt: pedig hol volt ekkor még a Salo!). Tovább árnyalja a képet, hogy a Csóró vagy épp a Mamma Róma fiatal Ettoréja nem csak a körülmények áldozata: döntéseik és tetteik vezetnek az elkerülhetetlen véghez, nem a sors, még kevésbé a gonosz társadalom. Egyszerű lenne ezt így beállítani, és sok, Pasolininél kisebb formátumú rendező itt meg is áll, ha hasonló témához nyúl. Ő viszont úgy tudja ezeket az esendő figurákat ábrázolni, annyi érzékiséggel és költőiséggel, hogy tetteik, jellemük morális megítélése tökéletesen fölöslegessé válik: a Csóró például saját éhező barátainak »szarik bele a lelkivilágába«, meglehetősen alattomosan, amikor felhergel(tet)i őket a már majdnem kész spagetti előtt, hogy neki és egy beavatott barátjának több maradjon…”

(Kubiszyn Viktor: Szép fiúk a sikátorból (Pasolini csórói). In: Filmvilág 2005/11, 9–11. oldal)

## Főszereplők

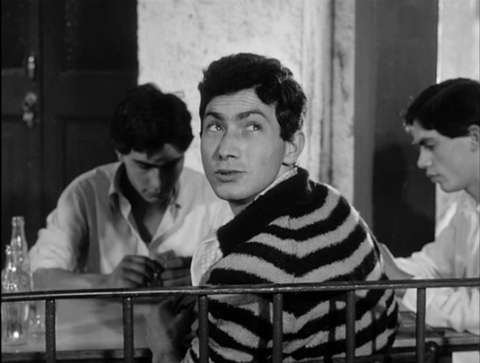
A csóró egyik cimborája

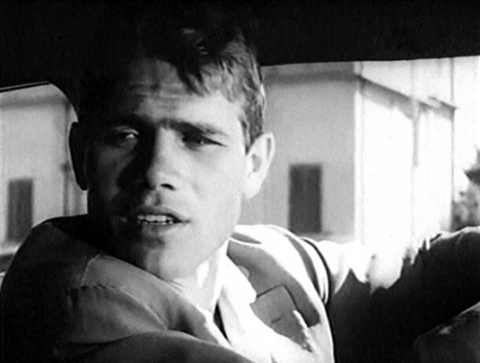
Egy másik cimbora (Piero Morgia)

- Franco Citti (Vittorio Cataldi, a Csóró)
- Franca Pasut (Stella)
- Silvana Corsini (Maddalena)
- Paola Guidi (Ascenza)
- Adriana Asti (Amore)
- Luciano Conti (Il Moicano)
- Luciano Gonini (Piede D'Oro)
- Renato Capogna (Renato)
- Alfredo Leggi (Papo Hirmedo)
- Galeazzo Riccardi (Cipolla)
- Leonardo Muraglia (Mammoletto)
- Giuseppe Ristagno (Peppe)
- Roberto Giovannoni (a német)
- Mario Cipriani (Balilla)
- Roberto Scaringella (Cartagine)
- Silvio Citti (Sabino)
- Giovanni Orgitano (Scucchia)
- Piero Morgia (Pio)
- Umberto Bevilacqua (Salvatore)
- Franco Bevilacqua (Franco)
- Amerigo Bevilacqua (Amerigo)
- Sergio Fioravanti (Gennarino)
- Adele Cambria (Nannina)
- Sergio Citti (pincér)
- Elsa Morante (Lina, egy rab)

## Díj és jelölés

### Karlovy Vary-i Nemzetközi Filmfesztivál
- 1962 I. díj

### BAFTA-díj
- 1963 jelölés Franco Citti (legjobb külföldi színész)